# Koninkrijk Georgië
Het Koninkrijk Georgië (Georgisch: საქართველოს სამეფო, Sakartvelos Samepo) was een middeleeuwse staat in de Kaukasus. Het koninkrijk werd gevestigd in 975 door Bagrat III en beleefde zijn hoogtepunt in de 11e en 12e eeuw, de zogenaamde "gouden eeuw" van Georgië.
Het rijk werd veroverd door binnenvallende Mongolen in de 13e eeuw, maar wist in de jaren 1340 zijn soevereiniteit weer te herstellen. Na nieuwe Turks-Mongoolse invasies onder leiding van Timoer Lenk vanaf 1386 splitste het koninkrijk in de jaren 1490 uiteen in drie delen, namelijk de koninkrijken Kartlië, Kachetië en Imeretië.

## Geschiedenis

### Ontstaan
De opkomst van de koninklijke Bagrationidynastie kan teruggevoerd worden naar de 8e eeuw, toen de dynastie de heerschappij verkreeg over het Georgische vorstendom Tao-Klardzjeti. Het herstel van de Georgische monarchie begon in 888; in dat jaar nam Adarnase IV van Iberië de titel "Koning van de Georgiërs" aan.
Alle delen van Georgië werden verenigd in het koninkrijk in het jaar 1008, toen Bagrat III, zoon van Gurgen II, heerser werd van het koninkrijk Abchazië, waaronder de vorstendommen Imereti, Mingrelië, Abchazië, Goeria en Svanetië. Bagrats moeder was koningin Goerandoekht, een dochter van George II van Abchazië.

### Hoogtepunt

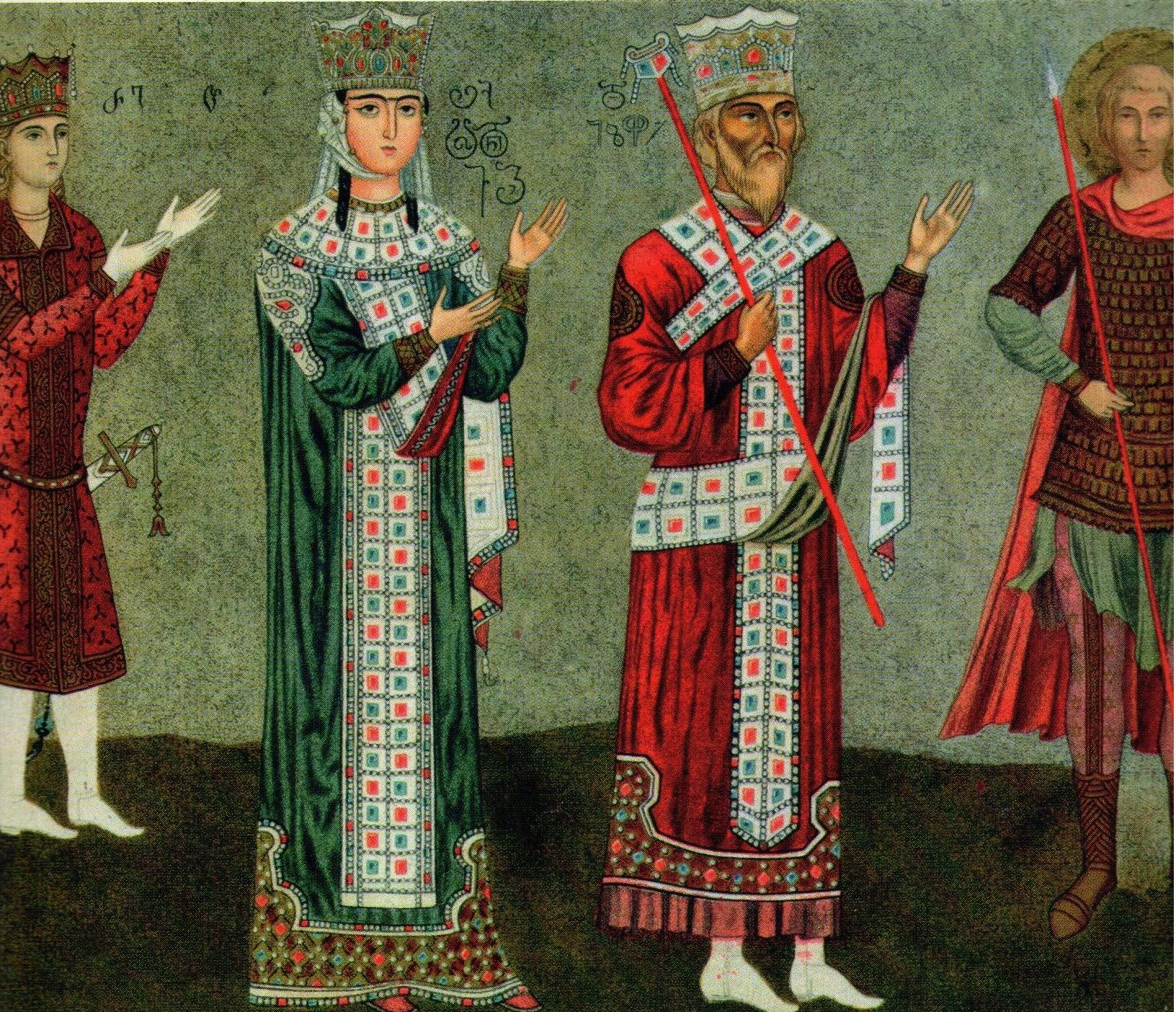
Koningin Tamar en haar vader, koning George III, gerestaureerde fresco in het klooster van Bethanië

Het koninkrijk in de Georgische gouden eeuw (1124)

Het koninkrijk wist zijn onafhankelijkheid te behouden tijdens de 11e eeuw, een periode die gekenmerkt werd door een reeks oorlogen met het Byzantijnse Rijk en de Seltsjoeken. Het rijk bereikte een hoogtepunt onder de heerschappij van David IV, die een reeks aanvallen van de Seltsjoeken wist te weerstaan en de vereniging van Georgië compleet maakte met het hername van Tbilisi in 1122.
Door de neergang van de Byzantijnen en het uiteenvallen van het Seltsjoekenrijk groeide Georgië uit tot een van de meest vooraanstaande naties van het oosters christendom. Het pan-Kaukasische rijk strekte zich ten tijde van zijn grootste omvang uit van de noordelijke Kaukasus tot noordelijk Iran. Ondanks herhaaldelijke dynastieke conflicten behield het koninkrijk zijn machtspositie tijdens de regeerperiodes van Demetrios I (1125–1156), George III (1156–1184) en zijn dochter Tamar (1184–1213).
Na de dood van George III stierf de mannelijke lijn van de koninklijke dynastie uit. De dynastie werd voortgezet door Georges dochter Tamar, die huwde met David Soslan, een prins van Alanië die enig Bagrationibloed zou hebben.

### Mongoolse heerschappij
In 1221 hadden de Mongolen het rijk van de Chorasmiden veroverd, en het jaar daarop vielen ze Georgië binnen en maakten een einde aan de "gouden eeuw" van Georgië. De strijd tegen Mongoolse heerschappij leidde tot een diarchie waarbij David VI Narin de heerschappij over Imereti wist te verkrijgen. Een reeks machtige Armeense en Georgische adellijke geslachten maakten zich met Mongoolse steun los van de heerschappij van de Georgische koning. Georgiërs namen deel aan alle belangrijke veldtochten van het Il-kanaat, en zonen van Georgische adel dienden in de kheshig, de Mongoolse koninklijke lijfwacht.

### Uiteenval
Onder de heerschappij van George V beleefde het koninkrijk Georgië een herstel. In 1330-31 werd Inereti ingelijfd, waarbij Georgië nogmaals verenigd werd. De invallen door Timoer Lenk in de periode 1386-1403 bleken echter fataal voor het Georgische koninkrijk, dat aan het eind van de 15e eeuw uiteenviel in drie onafhankelijke koninkrijken, elk geleid door een tak van de Bagrationi-dynastie:
- Kartlië (Midden- en Oost-Georgië)
- Kachetië (Oost-Georgië)
- Imeretië (West-Georgië)

Daarnaast ontstonden er vijf onafhankelijke vorstendommen – Odisji, Goeria, Abchazië, Svanetië en Mescheti – onder heerschappij van verschillende Georgische adellijke geslachten.